# Бакли, Дэн
Дэн Бакли (англ. Dan Buckley) — президент Marvel Entertainment.

## Биография
Дэн Бакли вырос в северной части штата Нью-Йорк, позже стал жить в Нью-Йорке. В 1989 году он окончил Университет Святого Лаврентия со степенью бакалавра экономики. Бакли продолжил учёбу в Политехническом институте Ренсселера, где в 1991 году получил степень MBA в области маркетинга и международных отношений. В рамках обучения в Ренсселере он прошёл обучение по программе обмена MBA в Международном университете Японии.
В 1990 году Бакли присоединился к Marvel Enterprise, где занимал должности в различных сферах — от разработки новой продукции до международной издательской деятельности. Последней его должностью был пост вице-президента по маркетингу в 1997 году.
В 1997 году Бакли ушёл из Marvel в Radiate Group, Inc. Его последней должностью в Radiate была должность вице-президента по операциям и коммуникациям в 2003 году. В то время он проживал во Флориде.
В 2003 году вернулся в Marvel, где он был назначен издателем Marvel Enterprises. В 2010 году Бакли занимал должность президента печатного, анимационного и цифрового подразделений Marvel Worldwide. 18 января 2017 года он был назначен президентом Marvel Entertainment.